# منى سلمان
منى محمد سلمان مذيعة مصرية، التحقت بالإذاعة المصرية عام 1996 فور تخرجها في كلية الإعلام من خلال مسابقة كبرى أجرتها الإذاعة، لتلتحق بـإذاعة الشرق الأوسط كمذيعة هواء ومقدمة برامج، ثم انتقلت إلي القنوات المتخصصة لتكون أول مذيعة تظهر على شاشة قناة النيل للدراما أولي هذه القنوات، انتقلت إلي قناة النيل الثقافية التي قدمت من خلالها العديد من البرامج الهامة مثل: المنتدى، الوجه الآخر للتاريخ وقمر النيل.
في عام 2005 انضمت لـقناة الجزيرة عن طريق مسابقة أجرتها القناة في القاهرة، تقدم في قناة الجزيرة برنامج حديث الصباح، مباشر مع، ومنبر الجزيرة.
كانت متزوجة من الروائي المصري وحيد الطويلة وأم لطفلتين.

## السيرة المهنية
- أنضمت الي راديو "BBC عربي عام 2019 و تعمل به الي الأن [1]
- قدمت برنامج حديث الصباح علي قناة الجزيرة
- قدمت برنامج منبر الجزيرة منذ مايو 2008
- قدمت برنامج مباشر مع على قناة الجزيرة مباشر منذ عام 2006، وأجرت من خلاله حورات مع شخصيات سياسية وثقافية وفنية مختلفة مثل الأمير الحسن بن طلال، مارسيل خليفة، غسان سلامة، طارق الهاشمي، عبد الرحمن الأبنودي، أسعد فضة، فارح عيديد، عبد المعطي حجازي، الشيخ الزنداني، نادية ياسين، والعديد من رموز الحكم والمعارضة في اليمن والصومال ومصر وتونس والمغرب وموريتانيا والسودان.
- كما أجرت لقاء مطولا (أكثر من ساعة ونصف)على الهواء مع الرئيس الفنزويلي هوجو تشافيز في أول أبريل 2009
- وكذلك لقاء مع رئيس جمهورية جزر القمر

تقدمت المذيعة المصرية، منى سلمان باستقالتها من قناة الجزيرة، بعد مسيرة حافلة قضتها مع القناة لأكثر من 8 سنوات. وأعلنت استقالتها من القناة عبر سلسلة من التغريدات على موقع التواصل الاجتماعي «تويتر» قائلة: «الأصدقاء الأعزاء: باستقالتي من قناة الجزيرة تنتهي مسيرة مهنية مع القناة تمتد لثماني سنوات أعتز بها وأثمنها قدمت خلالها برامج وحوارات وتغطيات حية، أضافت لى الكثير. وتشرفت بزمالة كوكبة متميزة من الصحفيين والعاملين في مهنة الإعلام الذين أقدرهم وأتمنى لهم دوام التوفيق، فشكرا لهم وشكرا لكل مشاهدي الجزيرة الذين تشرفت بمتابعتهم».